# Лихоносов Віктор Іванович
Ві́ктор Іва́нович Лихоно́сов (рос. Виктор Иванович Лихоносов; 30 квітня 1936, станція Топки Кемеровської області, — 9 серпня 2021, Краснодар) — радянський та російський письменник.

## Біографія
1961 року закінчив Краснодарський педагогічний інститут.
Ранні повісті та оповідання увійшли до збірок «Голоси в тиші» (1967), «На довгу пам'ять» (1969), «Щасливі миттєвості» (1971) та ін. Процес духовного самовизначення молоді відбито в повістях «Люблю тебе світло» (1969), «Осінь у Тамані» (1971), «Чисті очі» (1973), «Елегія» (1973). Роман «Коли ж ми зустрінемося?» (1978) — про становлення творчої індивідуальності. У романі «Наш маленький Париж. Ненаписані спогади» (1987) відображено історичну долю кубанського козацтва, дух кубанської старовини, стихію українського слова й народного гумору нащадків запорожців.
Творам Лихоносова притаманні яскраво виражене лірико-філософське начало, напружена емоційність, музичність оповіді.
Письменник виступав з літературно-критичними статтями та есе (збірка «Чарівні дні», 1988).
Помер 9 серпня 2021 року у Краснодарі в віці 85 років від ускладнень, викликаних коронавірусним захворюванням COVID-19.

## Переклади українською мовою
Українською мовою окремі твори Лихоносова переклали О. Зарва, В. Бурбан.
Окремі видання:
- На довгу пам'ять. — К., 1980.
- Наш маленький Париж. Ненаписані спогади. — К., 1990.